# روفوس هل جودي في قاعة كارنيجي
روفوس دو جودي في قاعة كارنيجي هو الألبوم السادس (وأول ألبوم حي) من قبل المغني وكاتب الأغاني الكندي الأمريكي روفوس وينرايت ، الذي صدر من خلال جيفن ريكوردز في ديسمبر 2007. يتكون الألبوم من تسجيلات حية من 14-15 يونيو 2006، وحفلات تكريم في قاعة كارنيجي للممثلة والمغنية الأمريكية جودي جارلاند. بدعم من أوركسترا من 36 قطعة أجراها ستيفن أوريموس، أعاد واينرايت إنشاء حفل جارلاند في 23 أبريل 1961، والذي غالبا ما يعتبر «أعظم ليلة في تاريخ الأعمال التجارية». كان ألبوم جارلاند المزدوج لعام 1961، جودي في قاعة كارنيجي، أداء عودة بأكثر من 25 من معايير البوب والجاز الأمريكية، ناجحا للغاية، حيث أمضى في البداية أسابيع 95 على مخططات لوحة إعلانية وحصل على خمس جوائز جرامي (بما في ذلك ألبوم العام، أفضل غلاف ألبوم، أفضل أداء صوتي منفرد – أنثى وأفضل مساهمة هندسية – تسجيل شعبي).. 
بالنسبة لألبومه، تم الاعتراف بـ Wainwright أيضا من قبل جوائز جائزة غرامي، حيث حصل على ترشيح 2009 لأفضل ألبوم صوتي بوب تقليدي. في حين كانت حفلات الجزية شائعة وكان الألبوم استقبالا جيدا من قبل النقاد، كانت مبيعات الألبوم محدودة. تمكن روفوس جودي في قاعة كارنيجي من الرسم البياني في ثلاث دول، وبلغت ذروتها في الرقم 84 في بلجيكا، ورقم 88 في هولندا ورقم 171 على لوحة الولايات المتحدة 200..  
ومن بين الضيوف في الألبوم شقيقة وينرايت مارثا وينرايت («الطقس العاصف»)، والدته كيت مكغاريجل (البيانو، «فوق قوس قزح»)، جنبا إلى جنب مع واحدة من بنات جارلاند، لورنا لوفت («بعد أن ذهبت»). فيما يتعلق بالألبوم، تم إصدار حفل تكريم 25 فبراير 2007 الذي تم تصويره في London Palladium على دي في دي باسم Rufus! روفوس! روفوس! هل جودي! جودي! جودي!: يعيش من البلاديوم لندن في 4 ديسمبر 2007.

## المفهوم والتطوير

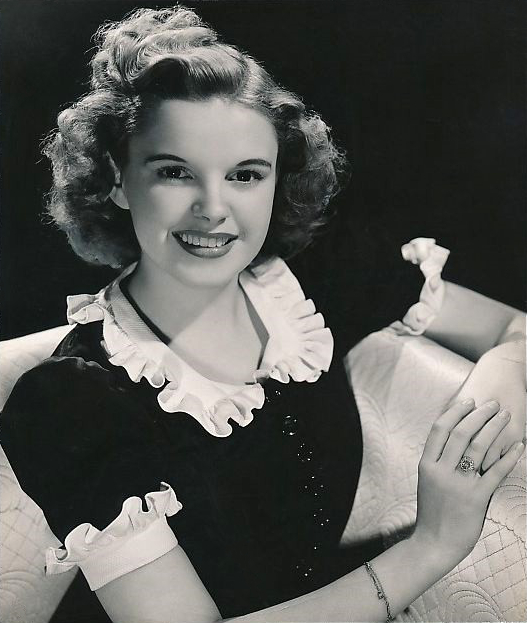
ساعدت تسجيلات جودي جارلاند وينرايت في معالجة الهجمات الإرهابية عاطفياً في 11 سبتمبر 2001.

وفقا لمذراة وسائل الإعلام، واينرايت «بدأت الاستماع إلى ألبوم قاعة كارنيجي في الأسابيع والأشهر بعد سبتمبر 11, حنين بعض الهتاف شوبيز رخيصة، ولكن انتهى اكتشاف شيء أعمق». تسببت الحرب اللاحقة على الإرهاب وغزو العراق في أن تصبح وينرايت «مصدومة وخيبة أمل من أي شيء أمريكي». مدعيا أنه تم تذكيره بمدى روعة «الولايات المتحدة اعتادت أن تكون», قال وينرايت ما يلي عن تقديره للألبوم خلال ذلك الوقت المضطرب في التاريخ الأمريكي::
لاحظ وينرايت أثناء القيادة في سيارته أنه «سيكون من المضحك إعادة هذا كدورة أغنية». بعد ذلك بوقت قصير، أخذ الفكرة إلى المنتج المسرحي في نيويورك جاريد جيلر (الذي شارك في وقت لاحق في إنتاج حفل التكريم مع ديفيد فوستر)، على أمل تحويل الحلم إلى حقيقة واقعة. اعتقد جيلر في البداية أن الفكرة كانت «مجنونة»، لكنه واصل هو ووينرايت مناقشة الخيارات. في النهاية، وافق جيلر على المساعدة في الإنتاج ووجد الاثنان مساحة في جدول وينرايت لحجز قاعة كارنيجي قبل عام. بمجرد حجز المكان، تمت مناقشة عناصر التدريج مثل الإضاءة وموقع الميكروفون والتضخيم. وقع ستيفن أوريموس على أنه قائد الأوركسترا المكون من 36 قطعة وتولى فيل رامون مسؤولية التسجيل. بدأت البروفات في أبريل 2006, وعلى الرغم من أنه كان من الأسهل لممارسة في غرف بروفة، واستخدمت المسارح الكبيرة مثل لينش في كلية جون جاي للعدالة الجنائية ومتحف التراث اليهودي لأن «روفوس يريد الشعور لأداء هذه المواد على خشبة المسرح». نتيجة للقيود المالية، تم إجراء بروفات أوركسترا كاملة قبل يومين فقط من العرض ويوم كل أداء (بدأت الممارسة مع مجموعات أصغر من الأدوات قبل بضعة أشهر من الحفلات الموسيقية)..

## حفلات تكريم
نظرا لمطلب شعبي، تم تكريم التنمية وينرايت ما مجموعه ست مرات. بعد بيع تذاكر العرض الأول (14 يونيو 2006 في قاعة كارنيجي في مدينة نيويورك)، تمت إضافة عرض ثان في نفس المكان لليلة التالية (15 يونيو). أدى الطلب المتزايد إلى ثلاث حفلات موسيقية في أوروبا: 18 فبراير 2007 في بالاديوم لندن في لندن، 20 فبراير، في L'olympia في باريس، 25 فبراير، مرة أخرى في بالاديوم لندن. الأداء النهائي كان في 23 سبتمبر، 2007 في هوليوود في لوس أنجلوس، كاليفورنيا..

### الترويج، مشاركة المشاهير

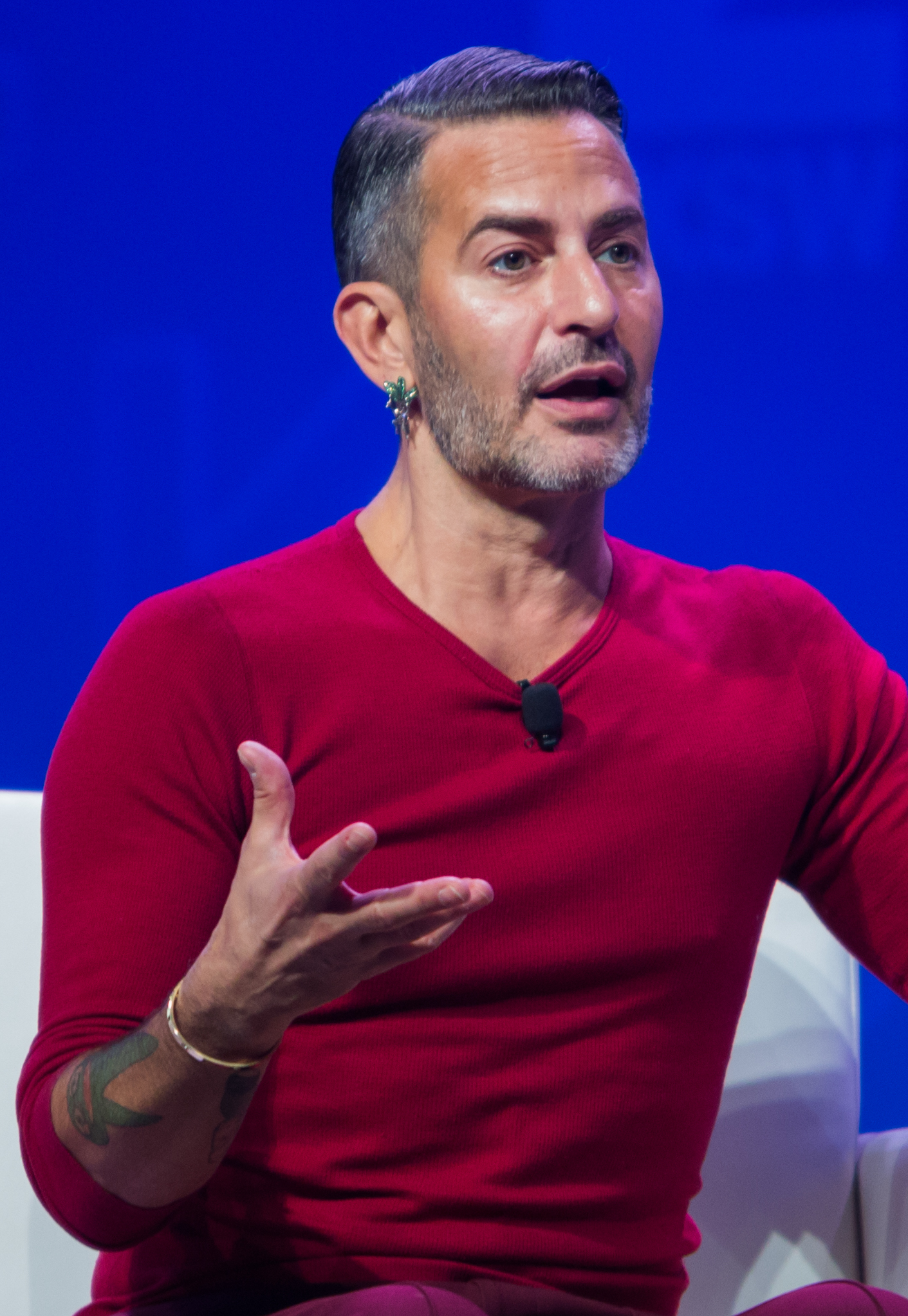
قام مارك جاكوبس (في الصورة عام 2017) بالترويج للحفلات الموسيقية في متجره Greenwich Village وحضر عرض Carnegie Hall.

يمكن أن يعزى جزء من نجاح حفلات التكريم إلى مقدار الاهتمام الصحفي الذي تلقاه وحرص الفنانين الآخرين على المشاركة في الحدث. كما كتبه غابي وود من الجارديان، واينرايت «تألقت على غلاف تايم آوت نيويورك» وكان«المعشوق في صفحات صحيفة نيويورك تايمز» بعد معارض قاعة كارنيجي.
في بوتيك مصمم الأزياء مارك جاكوبس للملابس الرجالية في قرية غرينتش، «لم يكن هناك شيء تقريبا للبيع باستثناء القمصان التي تعلن عن العرض» (احتوت القمصان البرتقالية الزاهية على نص «روفوس روفوس روفوس» و «أعظم فنان في العالم»، يحاكي المواد الترويجية المستخدمة في جارلاند قبل 45 عاما). خطط المخرج السينمائي سام مينديز لإنشاء فيلم وثائقي عن إعادة إنشاء وينرايت والعمل الذي أدى إلى ذلك، على الرغم من أن المشروع سقط من خلال.
قام المصممون الهولنديون فيكتور ورولف بتجهيز وينرايت وأفراد عائلته للحفلات الموسيقية. للعودة لصالح كتب وينرايت أغنية «قصيدة لترياق» وسمحت باستخدامها في الترويج لكولونيا تصميم الثنائي، «ترياق». كما ساعد في العرض الأول لكولونيا في حفلة ما بعد الحفل لأول تكريم له في إكليل ثم قام لاحقا بأداء «فوق قوس قزح» في العرض الأول لخط أزياء ربيع 2007. ارتدى وينرايت ملابس توم فورد في حفل هوليوود السلطانية.
ربط موقع Wainwright الإلكتروني بمتجر عبر الإنترنت حيث يمكن للمعجبين شراء البضائع، بما في ذلك العديد من تصميمات القمصان وملصقات الحفلات والبرامج والمقتنيات الأخرى. مثل القمصان التي يبيعها مارك جاكوبس، فإن الكثير من المواد الترويجية تحاكي الملصقات المستخدمة في حفلات جارلاند منذ سنوات.
ومن بين المشاهير الذين حضروا عروض قاعة كارنيجي جوستين بوند («كيكي» من كيكي وهيرب)، باتريشيا فيلد، جينا غيرشون، جويل غراي، مارك جاكوبس، مايكل كورس، توني كوشنر، آن ماغنوسون، سارة جيسيكا باركر، كيت بيرسون، فريد شنايدر، بروينزا شولر بويز، كلوي سيفيجني، جون ووترز وفيكتور ورولف. تحولت الوجوه الشهيرة في الحفلات الموسيقية في أوروبا أيضا، بما في ذلك جوليان بارات، كين فرونتمان توم شابلن، جوليا ديفيس، ديفيد فورنيش، مارك جاتيس، ريتشارد E. غرانت، جيريمي أيرونز، لولو، بول مورلي، سيان فيليبس، إيموجين ستابس وتيدي طومسون. وشملت المشاهير في هوليوود السلطانية المعرض جيمي لي كورتيس، جيمي فالون، جيك جيلينهال، ديبي رينولدز ورود ستيوارت.

## موسيقى

### الأغاني
الأغاني على الألبوم مماثلة لتلك التي أجريت على ألبوم جارلاند عام 1961، جودي في قاعة كارنيجي، باستثناء ألبوم وينرايت شملت «الحصول على سعيد» كمسار مكافأة في المملكة المتحدة وعلى أي تيونز في الولايات المتحدة. «حائل [جي] من العصر الذهبي تنتشر مع سيارات الترولي، كاديلاك، والنوادي الجاز الجذابة»، وشملت قائمة مجموعة أكثر من 25 الإيقاعات سوينغ الأمريكية، الجاز والبوب المعايير، بما في ذلك اثنين رودجرز وهارت الكلاسيكية («هذا لا يمكن أن يكون الحب»، «أنت أقرب»)، ثلاثة من الإخوة جورج وإيرا غيرشوين («من يهتم؟ (طالما كنت تهتم لي)»، «كم من الوقت كان هذا يحدث؟» و«يوم ضبابي»)، اثنان من الثنائي هوارد ديتز وآرثر شوارتز («وحده معا»، «هذا هو الترفيه!»)، هارولد أرلين، إيرفينغ برلين، نويل جبان وأكثر من ذلك. أداء وينرايت الأغاني مماثل تقريبا إلى جارلاند، حتى «flubb [جي]» كلمات عمدا على «تذهب إلى رأسي» لتقليد الخطأ الذي ارتكبته سنوات جارلاند قبل.

### الأوركسترات
واجه ستيفن أوريموس، المدير الموسيقي لحفلات الجزية، مهمة إحياء ترتيبات مورت ليندسي الأصلية المكتوبة لأوركسترا من 36 قطعة. على الرغم من أنه لم يعد من الشائع أن يكون هناك فرق موسيقية كبيرة جدا (اعترف Oremus أنه حتى Wicked on Broadway كان يحتوي فقط على قطع 22)، أصرعلى أن المجموعة الكاملة المكونة من 36 قطعة يجب استخدامها لإنشاء «نسخة طبق الأصل كما [يمكنهم] حشدها». كان لا بد من إعادة بناء بعض الترتيبات، لأن الموسيقى لم تكن متوفرة، وكان لا بد من نقل معظم الأغاني، لأن وينرايت كان يؤديها في مفتاح مختلف..

## عناصر مثلي الجنس
كان جارلاند رمزا للمثليين، حتى قبل ولادة وينرايت. تم مناقشة تحديد هوية المثليين مع جارلاند في التيار الرئيسي في وقت مبكر من عام 1967. مجلة تايم، في مراجعة غارلاند 1967 قصر مسرح المشاركة، وأشار باستخفاف أن «جزء غير متناسب من كلاكه ليلا يبدو أن يكون مثلي الجنس». وغني عن القول أن «[تي]انه الأولاد في السراويل الضيقة» سوف «لفة عيونهم، المسيل للدموع في شعرهم ويرفعون عمليا من مقاعدهم» خلال العروض جارلاند. ثم حاول Time شرح جاذبية جارلاند للمثليين، استشارة الأطباء النفسيين الذين رأوا أن «الجذب [إلى جارلاند] قد يكون أقوى بكثير من حقيقة أنها نجت من العديد من المشاكل; يتعرف المثليون جنسيا على هذا النوع من الهستيريا» وأن «جودي تعرضت للضرب من قبل الحياة، محاصر، وكان عليه في النهاية أن يصبح أكثر ذكورية. لديها القوة التي يرغب مثليون جنسيا في الحصول عليها، ويحاولون تحقيقها من خلال إعجابها بها.».
ككان لدى جارلاند دائما قاعدة كبيرة من المعجبين في مجتمع المثليين، والذي يتضمن وينرايت، الذي يعرف بأنه مثلي الجنس وخرج إلى والديه في سن 14. وكثيرا ما يتم رسم اتصال بين توقيت وفاة جارلاند والجنازة، في يونيو 1969، وأعمال الشغب ستونوول، نقطة الاشتعال لحركة تحرير المثليين الحديثة. من قبيل الصدفة أم لا، أصبح قرب وفاة جارلاند إلى ستونوول جزءا من تاريخ المثليين وتقاليدهم. كان وينرايت، بعد أن أطلق عليه «أول نجم بوب مثلي الجنس في عصر ما بعد التحرير»، مهووسا بساحر أوز (1939) عندما كان طفلا وكان يرتدي ثوب والدته، «تظاهر[جي] بأن يكون إما الساحرة الشريرة – ذوبان لساعات على نهاية – أو الساحرة الجيدة، اعتمادا على مزاجه». يدعي وينرايت أيضا أن والدته (الموسيقار الشعبي الكندي كيت ماكغاريجل) أجبرته على أداء «فوق قوس قزح» للضيوف أثناء نشأته، وهي أغنية غالبا ما يدرجها في ذخيرته الموسيقية كشخص بالغ.

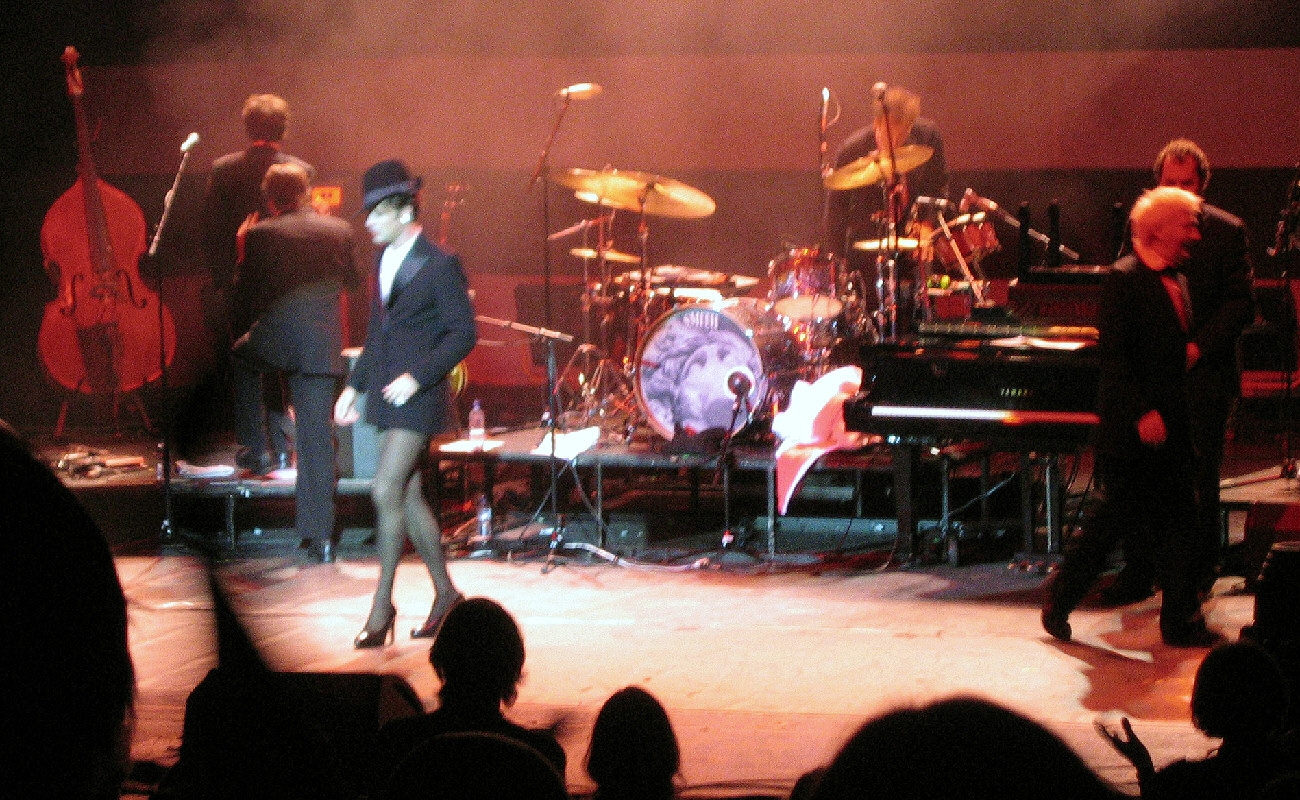
وينرايت ، يقلد مظهر جودي جارلاند في سمر ستوك ، عام 2007

لم يقصد وينرايت أبدا انتحال شخصية جارلاند أو إنشاء فعل سحب، بل أن يسكن الأغاني ويعرضها لجيل جديد. ومع ذلك، كان هناك نمط معين من المخيم، والذي ذكر وينرايت ما يلي: «أعتقد أن أي شخص مثلي الجنس في العالم سيتم إغرائه عند نقطة واحدة من قبل نوع معين من المخيم. لبعض الناس انها نوع من نعمة الادخار.» فيما يتعلق بحفلات الجزية والمثلية الجنسية، اعترف وينرايت:
في حين أن وينرايت لم يرتدي ملابس السحب في أي من عروض الجزية في نيويورك أو أوروبا، عاد إلى المسرح في «جودي دراغ» للحصول على مظهر في أداء هوليوود بول، «مزين بسترة سهرة مزدوجة الصدر بلا سروال، جوارب سوداء، الكعب العالي، أقراط، أحمر الشفاه وفيدورا مائلة». كما أخذ «احصل على السعادة» من المجموعة وأداء لحن "Summer Stock" - style خلال جزء من جولة Stars Tour لمحاكاة مظهر جارلاند أثناء أدائها (في الصورة على اليمين).

## استقبال نقدي
بشكل عام، كان استقبال الألبوم إيجابيا. وصف ستيفن هولدن من خلاط (مطبخ) تحية وينرايت بأنها "حيلة رائعة قام فيها مغني مثلي الجنس بتوجيه روح رمز المثليين النهائي", وأعلن أن الألبوم "جيد كمقدمة لكتاب الأغاني الأمريكي العظيم مثل أي". كتب ستيفن تروسيه من Pitchfork Media أن Wainwright "يتفوق بأناقة [جارلاند] على اثنين من القصص" ويكمل أيضا أداء الضيف مارثا وينرايت، "الذي يتحول إلى عرض مذهل"الطقس العاصف" في محاولة وقحة بشكل مناسب لسرقة العرض". في استعراضه لرولينج ستون، ذكر روبرت كريستغاو أنه "من المريح أن تسمعه مقال الإيقاعات المعرض والكستناء عموم زقاق القصدير من هذا الألبوم تحية". علاوة على ذلك، كتب أن الأغاني "توسيع [وينرايت] البوصلة لحني", السماح له "جلب شيء جديد لهم أيضا – وهي، الجنسية في شهوانية بدلا من الشعور تفضيل بين الجنسين". كان لدى ديف هيوز من مجلة Slant تعليقات إيجابية حول الألبوم: "أن Wainwright لديه الجرأة لتغطية مثل هذه الكلاسيكية الحسنة النية—والقطع لسحبها دون كسر أحد الأطراف أو دماغه—يتحدث عن طموحه وقدراته المذهلة
تلقى الألبوم بعض الانتقادات. بعد ملاحظة محاولة جارلاند مدى الحياة لإتقان الملعب والتعبير، ادعى كريستغاو عادة وينرايت "انزلق[جي] الملاحظات الماضية ورسم [جي] من المقاطع النهائية للخطوط هي توقيعات لا يمكن تمييزها عن التشنجات اللاإرادية". كتب كريس ويلمان من مجلة إنترتينمنت ويكلي أن "النطاق العلوي الدقيق لـ Wainwright يتوافق بشكل جيد مع بعض القصص، ولكن أي شيء يتطلب سيور هو خسارة إلى حد كبير". وصف مارك إدواردز من صحيفة التايمز أداء وينرايت بأنه طعم مكتسب، مشيرا إلى أن "تسليم العلامات التجارية"هو" كسول ومدغم إلى حد ما". أشارت مراجعة ديف هيوز إلى "مشكلة وينرايت مع الملاحظات العالية النحاسية في لقطة حيوية على "هذا الترفيه"", لكنه يعترف أنه سيكون من الظلم الاحتفاظ بهذا ضده لأن أداء جارلاند الحي لم يكن مثاليا أيضا. هيوز يلاحظ بشكل مناسب، "ليس أحد مثالي".".

## أداء التخطيط والاعتراف
على الرغم من شعبية حفلات wainwright الجزية، وفرة من الصحافة فيما يتعلق بالألبوم، والاستقبال النقدي المواتي بشكل عام، كانت مبيعات الألبوم محدودة. ومع ذلك، وصل روفوس دو جودي في قاعة كارنيجي إلى قمة رقم 84 في بلجيكا ورقم 88 في هولندا ورقم 171 على لوحة الولايات المتحدة 200. تم ترشيح الألبوم لجائزة جرامي لعام 2009 لأفضل ألبوم صوتي بوب تقليدي، لكنه خسر أمام ناتالي كول التي لا تزال لا تنسى. في عام 2012، AfterElton.com أدرج الألبوم في قائمته "10 لحظات ثقافة البوب الرائعة من الكنديين المشهورين"".
| رسم بياني (2007)                   | قمة </br> موضع |
| ---------------------------------- | -------------- |
| مخطط الألبومات البلجيكية (فلاندرز) | 84             |
| مخطط ألبومات هولندا                | 88             |
| لوحة الإعلانات الأمريكية 200       | 171            |

## قائمة التشغيل
القرص 1

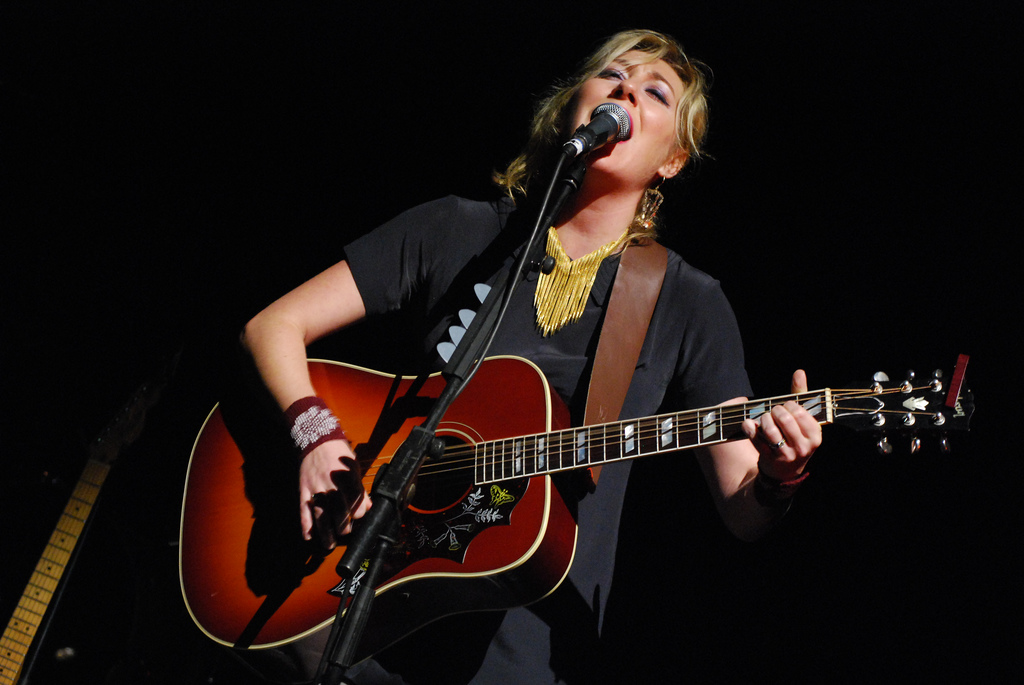
مارثا وينرايت تؤدي أغنية Stormy Weather في الألبوم

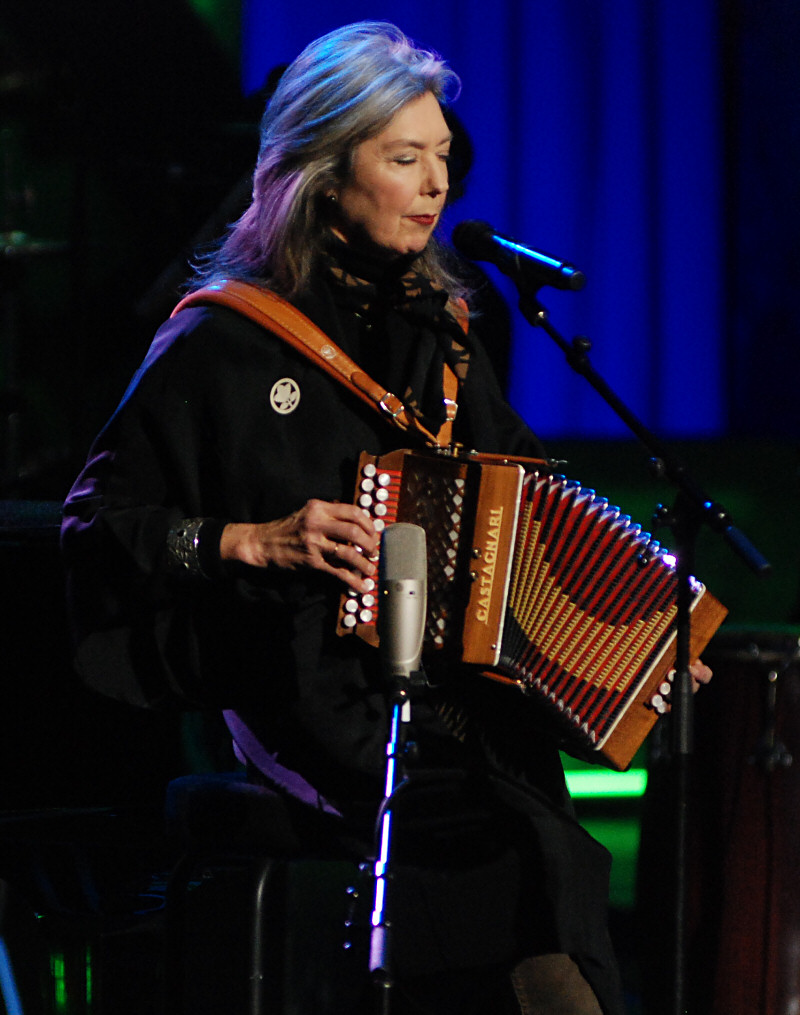
والدة وينرايت ، كيت ماكغاريجل ، تعزف الأكورديون في «Over the Rainbow»

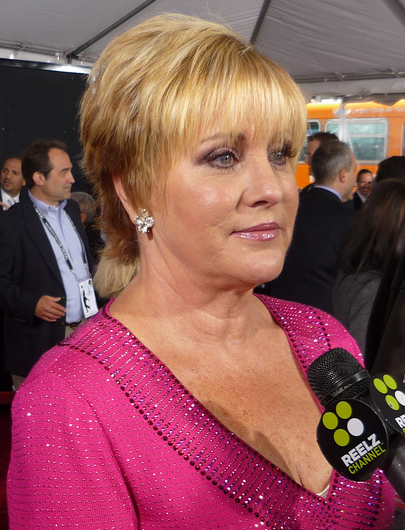
ظهرت Lorna Luft في " After You Have Gone "

1. مقدمة: «أغنية العربة» / «فوق قوس قزح» / «الرجل الذي غادر»

</br> (رالف بلين، هيو مارتن) / (هارولد أرلين، يب هاربورغ) / (أرلين، إيرا غيرشوين) - 4:15
2. «عندما تبتسم (العالم كله يبتسم معك)» (مارك فيشر، جو جودوين، لاري شاي) - 3:44
3. ميدلي: «تقريبًا مثل أن تكون في حالة حب» / «هذا لا يمكن أن يكون الحب» (آلان جاي ليرنر، فريدريك لوي) / (ريتشارد رودجرز، لورينز هارت) - 6:10
4. «افعلها مرة أخرى» (جورج غيرشوين، بادي ديسيلفا) - 5:15
5. " You Go to My Head " (J. Fred Coots ، Haven Gillespie) - 2:40
6. " Alone Together " (هوارد ديتز، آرثر شوارتز) - 3:21
7. «من يهتم؟ (طالما أنك تهتم بي)»(ج. غيرشوين، آي. غيرشوين) - 2:08
8. «بوتين أون ذا ريتز» (ايرفينغ برلين) - 1:56
9. «كم من الوقت كان هذا يحدث؟» (ج. غيرشوين، آي. غيرشوين) - 5:46
10. «أنت فقط، أنا فقط» (جيسي جرير، ريموند كلاجس) - 2:03
11. «الرجل الذي ابتعد» (أرلين، آي. غيرشوين) - 4:59
12. «سان فرانسيسكو» (والتر جورمان ، جوس كان، برونيسلاف كاببر) - 4:53

القرص 2
1. «هذا هو الترفيه!» (ديتز ، شوارتز) - 2:27
2. «لا أستطيع أن أعطيك أي شيء سوى الحب» (دوروثي فيلدز، جيمي ماكهيو) - 8:11
3. «تعال مطر أو تعال تلمع» (أرلين ، جوني ميرسر) - 3:56
4. «أنت أقرب» (رودجرز ، هارت) - 1:58
5. «يوم ضبابي» (ج. غيرشوين ، آي. غيرشوين) - 2:55
6. " If Love Were All " (Noël Coward) - 2:33
7. «زينغ! ذهبت إلى أوتار قلبي»- (جيمس ف. هانلي) - 3:48
8. «طقس عاصف» (أرلين ، تيد كوهلر) - 6:45 (تؤديها مارثا وينرايت)
9. ميدلي: " You Made Me Love You " / "For Me and My Gal" / "The Trolley Song" (جوزيف مكارثي ، جيمس ف. موناكو ، روجر إيدنس) / (جورج دبليو ماير، إدغار ليزلي، إي راي جويتز) / (بلين ، مارتن) - 4:37
10. " Rock-a-Bye Your Baby with a Dixie Melody " (Sam M. Lewis ، Fred Schwartz، Joe Young) - 5:45
11. «فوق قوس قزح» (أرلين ، هاربورغ) - 4:47 (تتميز كيت ماكغاريجل)
12. " Swanee " (ايرفينغ قيصر، ج. غيرشوين) - 1:54
13. " After You Gone " (هنري كريمر، تيرنر لايتون) - 2:57 (يضم لورنا لوفت)
14. «شيكاغو» (فريد فيشر) - 4:30

مكافأة المسار
- " Get Happy " (Arlen، Koehler) - 3:12 (متوفر في المملكة المتحدة وعلى إصدار iTunes الأمريكي) [17]

اعتمادات مقتبسة من Allmusic.

## شؤون الموظفين
- John Engstead – photography
- Frank Filipetti – مهندس الصوت
- Peter Gary – digital editing
- John Mark Harris – engineer
- Christian Hebel – concert master
- Alex Lake – photography
- John Loengard – photography
- كيت ماكغريجلي – performer, liner notes
- John Oddo – piano
- Stephen Oremus – conductor, director, performer, musical direction
- Jack Pierson – art direction, photography, cover photo
- Bucky Pizzarelli – guitar
- Kevin Porter – assistant engineer
- B.J. Ramone – assistant engineer
- Phil Ramone – producer
- Vincent Della Rocca – saxophone
- Jim Saporito – drums
- Richard Sarpola – bass
- Ryan Smith – mastering
- Jeanne Venton – A&R
- مارثا وينرايت – performer
- روفوس واينرايت – executive producer
- Missy Webb – assistant engineer

## روابط خارجية
- الموقع الرسمي لروفوس وينرايت
- Rufus Wainwright – Zing! Went The Strings of My Heart على يوتيوب